# バラクリヤの戦い
バラクリヤの戦い（バラクリヤのたたかい）は、2022年ロシアのウクライナ侵攻中の2022年9月6日にハルキウ州イジューム地区バラクリヤで始まったウクライナの東部反攻における最初の戦闘である。

## 背景
2022年ロシアのウクライナ侵攻初期、ロシア軍はクプヤンシク、シェウチェンコヴェ、バラクリヤの町を含むハルキウ州東部の大部分を制圧した。バラクリヤ自体は戦闘もほとんどなく2022年3月3日に占領された。3月から5月上旬にかけてのハルキウ州でのほとんどの戦闘はハルキウ市とイジューム市に集中していた。
4月上旬、ロシア軍はイジュームを制圧し（イジュームの戦い）、ウクライナ軍は5月上旬までにハルキウの防衛に成功した（ハルキウの戦い）。その後、ロシアとウクライナはセベロドネツクとリシチャンシク市および広範なドンバス地域に注力したため、前線は停滞し始めた。
2022年7月から8月にかけて、ウクライナとロシアの両メディアは南部ヘルソン州でのウクライナの反攻の主張を詳説し、同州での反攻は最終的に2022年8月29日に実行された（2022年ウクライナの南部反攻）。この反攻の進展は遅く、ウクライナ軍は大きな損害を被り、ロシアの頑強な抵抗に直面した。しかし、9月6日にウクライナ軍はハルキウ州東部で奇襲的反攻を開始し、初日にバラクリアヤをめぐる戦闘が始まった。

## 戦闘経過
9月6日、ウクライナ軍はバラクリヤ付近に多数の部隊を集結させた後、バラクリヤへの攻勢を開始した。初日に、ウクライナ軍はバラクリヤの北西郊外にあるヴェルビウカを解放した。バラクリヤに駐留していたロシア軍部隊はバービフカからのウクライナの進攻を遅らせるために橋を爆破したが、ウクライナ軍はバラクリアを包囲する代わりに同市を迂回した。一部のウクライナ軍はバラクリヤ近郊に留まり、市の中心部でロシア軍と戦闘を行った一方で、他のグループはヴォロヒフ・ヤールへ向けて北上した。
9月7日までにバラクリヤは包囲され、市の東部と中心部で戦闘が起きた。戦闘は9月8日に終結し、ウクライナ軍がバラクリヤ全域を解放した。

## 余波
この戦闘後、ウクライナ軍は9月9日にクプヤンシク、9月10日にイジューム、9月12日にヴェリキ・ブルルクとヴォフチャンスクを解放した。
9月14日、ウクライナの警察官がバラクリヤ警察署の地下に民間人40人を収容した拷問部屋の証拠を発見した。